# Tour della nazionale maschile di rugby a 15 della Francia 2018
A giugno 2018 la nazionale francese di rugby allenata da Jacques Brunel, in preparazione della Coppa del Mondo di rugby 2019, intraprese un tour in Nuova Zelanda.
La spedizione consisteva in una serie di tre test match contro gli All Blacks campioni del mondo in carica, da disputarsi ad Auckland, Wellington e Dunedin.
La serie fu vinta 3-0 dai neozelandesi in maniera netta: il primo incontro all'Eden Park vide un'affermazione dei padroni di casa per 52-11 (8 mete a una) al termine di una gara che vide tutti gli acuti francesi nel primo tempo (una meta e due piazzati); più combattuto il secondo, perso dalla Francia con un passivo contenuto, 13-26, nonostante la formazione di Brunel avesse giocato tre quarti di gara in 14 uomini per l'espulsione di Benjamin Fall per presa alta su Beauden Barrett.
Il terzo e ultimo, invece, a serie già vinta, fu un'altra affermazione che non ammetteva repliche, 49-14 frutto di sette mete a due (tutte trasformate) ed equilibrio soltanto fino a metà gara quando la Nuova Zelanda conduceva 21-14, per poi dilagare nel secondo tempo con quattro mete a zero.

## Risultati
| Arbitro: | Luke Pearce |

|                                                                                                |      |                |
| B. Barrett 22’ Taylor 53’ B. Smith 56’ R. Ioane 61’, 74’ McKenzie 64’ Laumape 66’ A. Savea 79’ | mt   | 7’ Grosso      |
| B. Barrett 53’, 56’, 79’                                                                       | tr   |                |
| B. Barrett 14’, 48’                                                                            | c.p. | 20’, 36’ Parra |

| Arbitro: | Angus Gardner |

|                                            |      |                |
| Moody 12’ B. Smith 19’ J. Barrett 39’, 56’ | mt   | 80’ Gomes Sa   |
| McKenzie 12’, 19’, 39’                     | tr   | 80’ Plisson    |
|                                            | c.p. | 10’, 30’ Parra |

| Arbitro: | John Lacey |

|                                                             |    |                      |
| B. Smith 15’ Todd 22’ McKenzie 31’, 46’ Ioane 52’, 59’, 65’ | mt | 11’ Serin 28’ Fofana |
| McKenzie 15’, 22’, 31’, 46’, 52’, 59’, 65’                  | tr | 11’, 28’ Belleau     |